# Newell Sanders

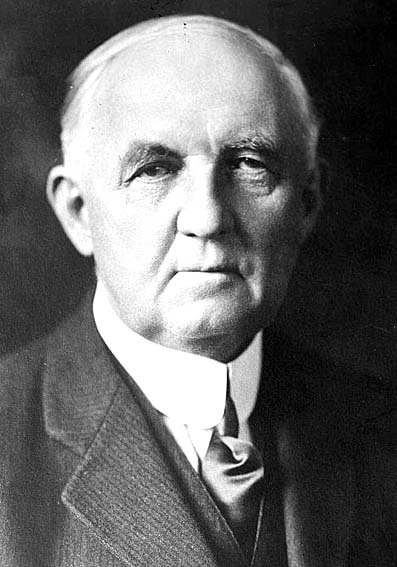
Newell Sanders

Newell Sanders, född 12 juli 1850 i Owen County, Indiana, död 26 januari 1939 i Lookout Mountain, Tennessee, var en amerikansk affärsman och republikansk politiker. Han representerade delstaten Tennessee i USA:s senat 1912-1913.
Sanders utexaminerades 1873 från Indiana University (Bloomington). Han öppnade en bokhandel efter studietiden i Indiana. Han flyttade 1877 till Tennessee och blev verksam inom tillverkningen av jordbruksredskap. Han grundade 1883 Chattanooga Plow Company. Han var senare styrelsemedlem i Nashville, Chattanooga and St. Louis Railway.
Senator Robert Love Taylor avled 1912. Alla senatorerna för Tennessee hade varit demokrater sedan rekonstruktionstiden. Guvernör Ben W. Hooper var republikan och utnämnde sin partikamrat Sanders till senaten. Sanders satte kvar i senaten fram till januari 1913. Delstatens lagstiftande församling valde demokraten William R. Webb till hans efterträdare för de återstående veckorna av Taylors mandatperiod. Sanders utmanade sittande senatorn Kenneth McKellar utan framgång i 1922 års senatsval.
Sanders var baptist, aktiv inom nykterhetsrörelsen och förespråkade kvinnlig rösträtt. Hans grav finns på Forest Hills Cemetery i Chattanooga.